# Дюранд, Мортимер
Мортимер Дюранд (англ. Mortimer Durand; 14 февраля 1850 ― 8 июня 1924) ― британский англо-индийский дипломат, историк, писатель.
Известен тем, что добился проведения афгано-британской границы, существующей и в наше время между Афганистаном и Пакистаном, и получившей в честь него название «линия Дюранда».

## Сочинения
- An Autumn Tour in Western Persia (1902).
- Nadir Shah: An Historical Novel (1908).
- The Life of Sir Alfred Comyn Lyall (1913).
- The Life of Field-Marshal Sir George White, V.C. (1915).
- The Thirteenth Hussars in the Great War (1921).